# Mauritz Hugo
Mauritz Hugo (Östergötland, 12 gennaio 1909 – Los Angeles, 16 giugno 1974) è stato un attore svedese naturalizzato statunitense.

## Filmografia

### Cinema
- Wanted by the Police, regia di Bert Longenecker (1938)
- Criminal Investigator, regia di Jean Yarbrough (1942) (non accreditato)
- Cosmo Jones in the Crime Smasher , regia di James Tinling (1943)
- Outlaws of Boulder Pass, regia di Sam Newfield (1943)
- Secrets of a Sorority Girl, regia di Frank Wisbar e Lew Landers (1945)
- L'angelo nero (Black Angel), regia di Roy William Neill (1946)
- Blonde for a Day, regia di Sam Newfield (1946)
- Search for Danger, regia di Jack Bernhard (1949)
- Susanna Pass, regia di William Witney (1949)
- The Golden Stallion, regia di William Witney (1949)
- The Dakota Kid, regia di Philip Ford (1951)
- Pistol Harvest, regia di Lesley Selander (1951)
- Saddle Legion, regia di Lesley Selander (1951)
- Captive of Billy the Kid, regia di Fred C. Brannon (1952)
- Road Agent, regia di Lesley Selander (1952)
- Yukon Gold, regia di Frank McDonald, William Beaudine (1952)
- Pistolero senza onore (Gun Battle at Monterey), regia di Sidney Franklin Jr. e Carl K. Hittleman (1957)
- Al Capone, regia di Richard Wilson (1959)
- Stagecoach to Dancers' Rock, regia di Earl Bellamy (1962)
- Alvarez Kelly, regia di Edward Dmytryk (1966)

### Televisione
- Le avventure di Campione (The Adventures of Champion) – serie TV, episodi 1x10-1x15 (1955)
- Scienza e fantasia (Science Fiction Theatre) – serie TV, episodio 1x38 (1956)
- Combat Sergeant – serie TV, episodio 1x03 (1956)
- Le leggendarie imprese di Wyatt Earp (The Life and Legend of Wyatt Earp) – serie TV, episodi 1x27-2x18-3x17 (1956-1958)
- Harbor Command – serie TV, episodio 1x10 (1957)
- 26 Men – serie TV, episodi 1x20-1x23 (1958)
- The Restless Gun – serie TV, episodio 1x30 (1958)
- The Rough Riders – serie TV, episodio 1x14 (1959)
- Bonanza – serie TV, episodio 1x10 (1959)
- Lock-Up – serie TV, episodio 1x03 (1959)
- Ricercato vivo o morto (Wanted: Dead or Alive) – serie TV, episodio 2x03 (1959)
- Tales of Wells Fargo – serie TV, 4 episodio (1958-1962)
- Il virginiano (The Virginian) – serie TV, episodio 2x30 (1964)
- Tre nipoti e un maggiordomo (Family Affair) – serie TV, episodio 2x21 (1968)